# Tousson
Tousson is een gemeente in het Franse departement Seine-et-Marne (regio Île-de-France) en telt 395 inwoners (2005). De plaats maakt deel uit van het arrondissement Fontainebleau.

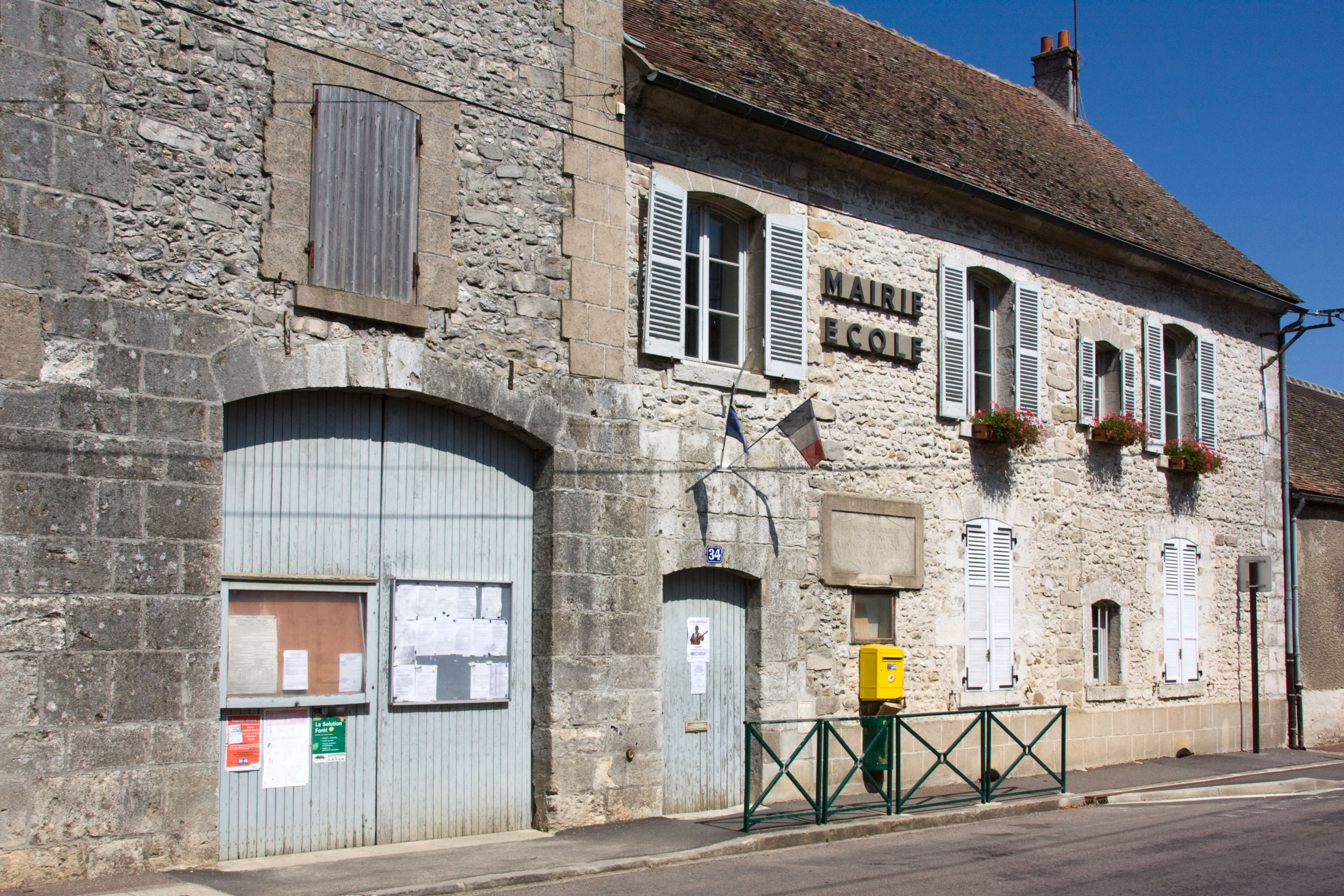
gemeentehuis Tousson

## Geografie
De oppervlakte van Tousson bedraagt 13,4 km², de bevolkingsdichtheid is 29,5 inwoners per km².
De onderstaande kaart toont de ligging van Tousson met de belangrijkste infrastructuur en aangrenzende gemeenten.

## Demografie
Onderstaande figuur toont het verloop van het inwonertal (bron: INSEE-tellingen).